# You and Your Heart
"You and Your Heart" é uma canção do músico e compositor havaiano Jack Johnson. É o primeiro single do novo álbum de estúdio do cantor, intitulado To the Sea, que ainda não foi lançado oficialmente. A canção começou a tocar nas rádios no começo de abril de 2010
e foi liberada via download em 6 de abril.

## Recepção
Sara D. Anderson da AOL disse que a canção era "mais um hit calmo guiado pela guitarra ritmica" de Johnson, e completou dizendo que "o refrão não é diferente das outras faixas de Johnson, mas a proeminente melodia pega —proeminente na introdução da faixa com mais batidas".
Em abril de 2010, o single estreou nas paradas da Billboard Rock Songs. Uma semana mais tarde, a canção estreou na posição 20 na Billboard Hot 100, se tornando o single mais bem sucedido do músico nos EUA até agora. A canção entam reentrou na tabela na posição #99 e depois subiu para #65, devido ao aumento nos downloads pela internet depois do lançamento oficial do álbum. Mas como a maioria dos seus singles, a canção chegou a posição #1 nas tabekas da Triple A. A canção também chegou ao Top 40 nas paradas musicais do Canadá e também chegou a posição #42 no Japão.

## Posição nas paradas
| Paradas (2010)         | Melhor posição |
| ---------------------- | -------------- |
| Alemanha Singles Chart | 83             |
| Canadá Hot 100         | 40             |
| Japão Hot 100          | 42             |
| Billboard Hot 100      | 20             |
| Rock Songs             | 13             |
| Alternative Songs      | 15             |
| Adult Pop Songs        | 38             |